# Yakovlev Yak-1
Le Yakovlev Yak-1 est un avion de chasse soviétique de la Seconde Guerre mondiale.

## Conception
A. S. Yakovlev — qui n'avait produit jusqu'alors que de petits avions — créa en 1939 son premier prototype de chasseur, le Ya-26, pour lequel il reçut l'« Ordre de Lénine », 100 000 roubles et une automobile. Le premier prototype fut surnommé « Krasovets » (beauté) par les ouvriers du fait de ses lignes aérodynamiques. Il effectua son premier vol le 13 janvier 1940 aux mains du chef pilote Piontkovsky, mais s'écrasa le 27 avril par suite d'un défaut de fabrication. Cependant, le deuxième était déjà prêt avec les modifications qui caractérisent les Yak-1 de série (radiateur d'huile sous le moteur et prises d'air du carburateur noyées à l'emplanture des ailes). Et, malgré quelques problèmes de mise au point du circuit de carburant, de la verrière et de l'armement, la production fut lancée à l'usine GAZ-115 de Moscou et 64 exemplaires livrés avant la fin de l'année. Le manque de visibilité vers l'arrière fut résolu en unités de première ligne par le remplacement de la structure arrière supérieure du fuselage par un carénage en plexiglas ; cette modification fut par la suite adoptée en usine sous la désignation de Yak-1B. Parallèlement, Sinelchtchikov, du bureau Yakovlev, dès octobre 1940 avait lancé une étude pour améliorer les performances par la réduction du poids (le poids en charge diminua de 2 850 kg à 2 655 kg) et le montage d'un moteur plus puissant, le Klimov Vk105PF avec une hélice à vitesse constante 105SV. Après deux ans, cette étude donna naissance au Yak-1M qui représenta à peu près la moitié de la production de Yak1 et allait donner naissance au Yak-3. Celle-ci fut, du fait de la production sur plusieurs usines (GAZ-115 et GAZ-124 de Moscou, GAZ-286 de Kamenski-Ouralsk et GAZ-153 de Novossibirsk) et des 8 721 exemplaires sortis jusqu'à l'automne 1943, peu standardisée. Plusieurs variantes d'armement et modifications mineures locales (jambes de train allégées, skis, aérodynamisme des prises d'air...) faisaient qu'il était difficile de trouver deux avions rigoureusement identiques.

### Les différents choix
Peu expérimenté dans la conception de structures et revêtement travaillant en métal, Yakovlev opta pour la conception plus traditionnelle avec un fuselage en tubes d'acier soudés entoilé et des ailes en bois. Cependant, certains éléments étaient très modernes comme le train à large voie et les volets, tous deux à commande hydraulique, et la tuyauterie d'alimentation en carburant en aluminium. Le moteur Klimov était un dérivé du Hispano-Suiza 12Yrs produit sous licence pendant les années 1930. Mais, malgré l'augmentation de puissance, il conservait un rapport poids/puissance nettement insuffisant par rapport aux moteurs allemands et britanniques contemporains.

## Engagements
Il fut avec les Lavotchkine LaGG-3 et Yakovlev Yak-7, l'épine dorsale de la chasse soviétique jusqu'au milieu de la guerre, où il céda la place à ses variantes améliorées Yak-9 et Yak-3 qui permirent aux Soviétiques d'acquérir la suprématie aérienne à partir de 1943. Bien qu'il fût inférieur à ses principaux adversaires, le Bf.109F/G et le Fw-190A, il se comporta honorablement et fut surtout handicapé par le manque de pilotes expérimentés, à cause des pertes terribles de l'été 1941.
À son arrivée en Union Soviétique, le groupe français de chasse Normandie-Niemen décida de choisir le Yakovlev Yak-1, le "moujik des airs", comme avion de combat. La robustesse de conception, sa rusticité dans des conditions climatiques difficiles, ses pneus basse-pression adaptés à des terrains sommairement aplanis et sa capacité à "encaisser" les tirs, ainsi que sa manœuvrabilité, autant de qualités mises en avant lors du choix par les Français. S'y ajoutait une ligne racée. 
Les pilotes français appréciaient également le système d'armes dit "Moteur canon" avec lequel ils étaient familiarisés: En effet le moteur Hispano Suiza et sa copie soviétique sous licence, le Klimov avaient des bancs de cylindres disposés en Vé à 90°, prévus pour installer un canon à tir rapide tirant à travers le réducteur et le moyeu de l'hélice, une disposition facilitant énormément le pointage, que les français avaient apprécié sur les chasseurs Morane Saulnier 406 et Dewoitine 520. Ils eurent par contre quelques déboires avec la manette d'accélération , fonctionnant en sens inverse des appareils français.(Yves Courrière, op cit.)
Son refroidissement par eau ordinaire sans additif permettait aussi un remplissage à l'eau tiède qui réchauffait le moteur vidangé pendant la nuit de son eau et de son huile. Approvisionné aussi en huile tiède, le moteur démarrait quelle que fût la température extérieure.
Enfin, la récupération et le traitement des gaz d'échappement permettait de protéger les réservoirs d'essence en les empêchant d'exploser.

## Variantes
- Ya26 : prototype
- Yak1 : première version de série avec radiateur à huile sous le nez
- Yak1B : modification avec carénage de plexiglas derrière la verrière
- Yak1M : version allégée, moteur Vk105PF et roulette de queue escamotable
- Ya28 ou I28 : version de haute altitude avec aile de 9,74 m, verrière de Yak1B et moteur Vk105PF avec compresseur Dollezhal
- Ya30 ou I30 : dérivé du Ya28 avec aile métallique
- Ya33 : version de 1942 avec moteur Vk106

## Autres caractéristiques
Le réservoir avait une capacité de 408 litres d'essence.
Sa vitesse maximale était de 600 km/h à 3 000 m d'altitude et de 540 km/h au niveau du sol. Pour monter à 5 000 m, il mettait 5 minutes et 24 secondes.

## Sources